# XXI Mistrzostwa Świata w Lataniu Precyzyjnym
21. Mistrzostwa Świata w Lataniu Precyzyjnym odbyły się w Budziszynie (Niemcy) w dniach 7–14 września 2013 roku. Startowało 49 pilotów z 14 krajów.
Trzy medale w zawodach zdobyła reprezentacja Polski. Indywidualnie tytuł mistrzowski zdobył Bolesław Radomski przed Krzysztofem Wieczorkiem i Czechem Petrem Opatem. Polacy zdominowali zawody. Drużynowo triumfowali również Polacy.
Zawody zakończyły się dzień wcześniej niż planowano. Z powodu zapowiadanych złych warunków meteorologicznych odwołano trzecią konkurencję nawigacyjną i rywalizacja została zakończona.

## Wyniki

### klasyfikacja indywidualna
| Miejsce | Zawodnik             | Wynik (pkt) |
| ------- | -------------------- | ----------- |
|         | Bolesław Radomski    | 152,00      |
|         | Krzysztof Wieczorek  | 211,00      |
|         | Petr Opat            | 289,00      |
| 4.      | Michał Wieczorek     | 301,00      |
| 5.      | Krzysztof Skrętowicz | 325,00      |
| 6.      | Marek Kachaniak      | 328,00      |

### klasyfikacja drużynowa
| Miejsce | Reprezentacja                                                       | Wynik (pkt) |
| ------- | ------------------------------------------------------------------- | ----------- |
|         | Polska · Bolesław Radomski · Krzysztof Wieczorek · Michał Wieczorek | 664         |
|         | Czechy · Petr Opat · Jiří Jakeš · Tomas Vala                        | 1053        |
|         | Francja · Eric Daspet · Patrick Bats · Damien Vadon                 | 1543        |
| 4.      | Szwecja                                                             | 1645        |
| 5.      | Niemcy                                                              | 3603        |
| 6.      | Południowa Afryka                                                   | 4479        |